# Skarbiec

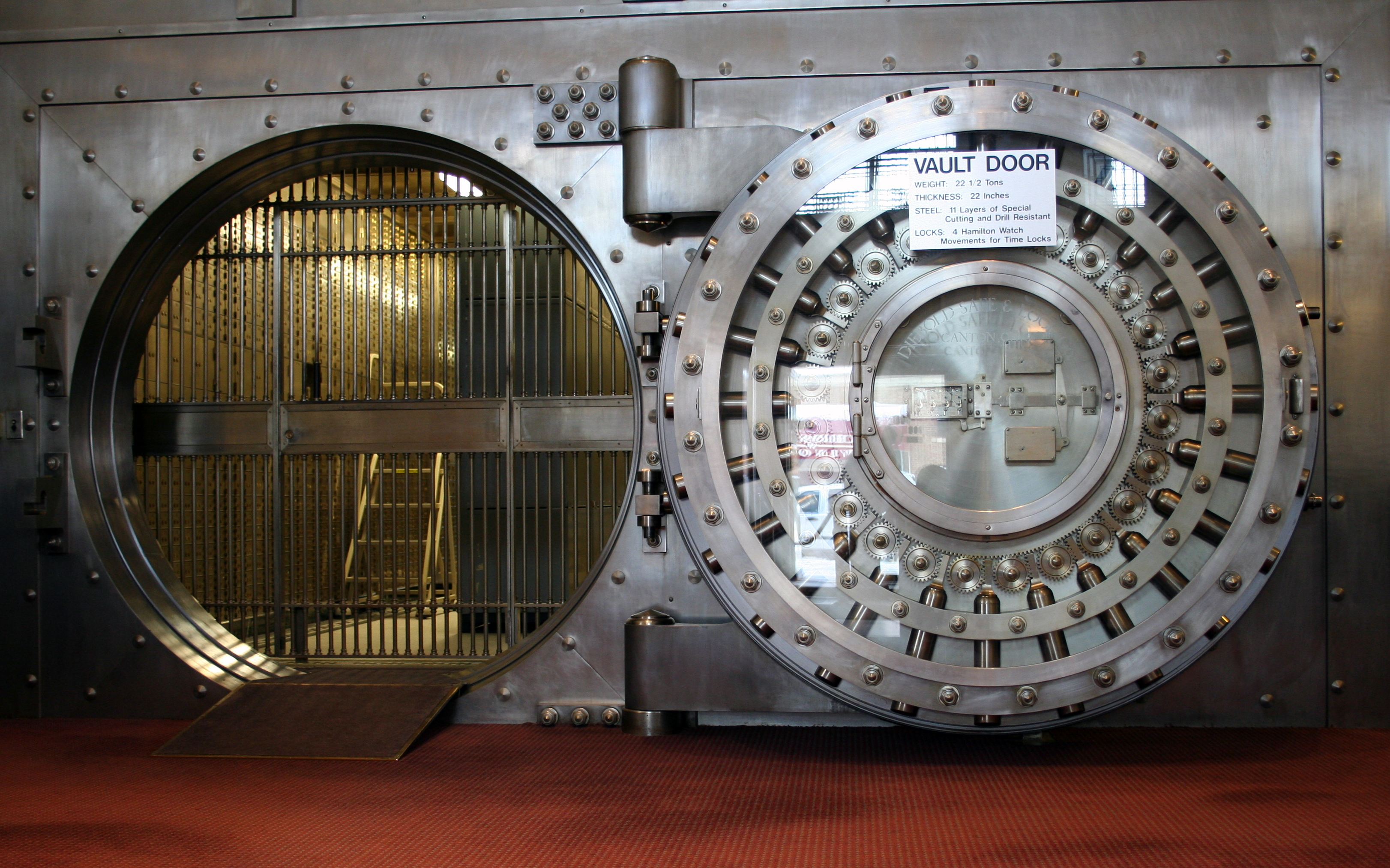
Wrota skarbca banku w Winonie

Skarbiec – specjalne pomieszczenie lub budynek przeznaczony do gromadzenia i przechowywania cennych dokumentów, kosztowności. Skarbce budowano w pałacach, zamkach – przeznaczone do przechowywania skarbów i dokumentów państwowych lub właściciela zamku; skarbce w klasztorach, kościołach – przeznaczone do przechowywania klejnotów sakralnych, darów wotywnych, pamiątek narodowych. Część zgromadzonych w skarbcach dzieł sztuki często jest eksponowana na wystawach.
Obecnie skarbce budowane są przede wszystkim w bankach.